# أوجست فون فاسرمان
أوجست فون فاسرمان (1866-1925م). عالم ألماني في علم الجراثيم (البكتريولوجيا) والمناعة، اشتهر بتطويره لأحد اختبارات الدم المهمة المستخدمة في تشخيص مرض الزهري (السفلس)، أطلق عليه اسم اختبار فاسرمان. وكان الاختبار الذي تم الإعلان عنه رسميًا عام 1906م، قد أصبح نموذجًا لبحوث لاحقة على اختبارات الدم لتحديد وجود الأجسام المضادة للفيروسات وعوامل المرض الأخرى. وفي الوقت الحالي حلت اختبارات أخرى محل اختبار فاسرمان لمرض الزهري.
ولد فاسرمان في مدينة بامبرج بألمانيا، وبدأ العمل تحت إشراف الطبيب الألماني روبرت كوخ عام 1883م. وخلال التسعينيات من القرن التاسع عشر الميلادي أصبح فاسرمان مرموقًا لبحوثه عن المناعة ضد مرض الهيضة (الكوليرا) والخناق (الديفتريا). كما اكتشف أن لدى الناس قدرات متفاوتة على مقاومة الأمراض. وفي مطلع القرن العشرين الميلادي ساعد في تطوير اختبارات تشخيصية لمرض الدرن. كما أنشأ معهدًا للعلاج التجريبي عام 1913م.

## روابط خارجية
- أوجست فون فاسرمان على موقع الموسوعة البريطانية (الإنجليزية)
- أوجست فون فاسرمان على موقع إن إن دي بي (الإنجليزية)